# София Каролина Бранденбург-Кульмбахская
София Каролина Бранденбург-Кульмбахская (нем. Sophie Karoline von Brandenburg-Kulmbach; 31 марта 1705, Веферлинген — 7 июня 1764, дворец Зоргенфри под Копенгагеном) — принцесса Бранденбург-Кульмбахская из кульмбах-байрейтской побочной ветви младшей линии франконских Гогенцоллернов, в замужестве княгиня Остфрисланда.

## Биография
София Каролина — дочь маркграфа Кристиана Генриха Бранденбург-Кульмбахского и Софии Кристианы фон Вольфштейн (1667—1737), дочери графа Альбрехта Фридриха Вольфштейна из Зульцбюрга.
8 декабря 1723 года София Каролина вышла замуж в Прече за князя Георга Альбрехта Ост-Фрисландского, став его второй супругой. В качестве вдовьих владений ей был выделен замок Берум. Брак остался бездетным и в последние годы очень несчастливым. Софию Каролину описывали как скромно одарённую женщину, но пользовавшуюся признанием за свою набожность и добрый характер. София Каролина занималась поэзией религиозного содержания.
София Каролина пережила мужа на 30 лет, в 1734—1740 годах проживала в Беруме, затем гостила долгое время у сестры — датской королевы Софии Магдалены и умерла в замке Зоргенфри близ Копенгагена. Похоронена в Роскилльском соборе. 